# Lake Tansi
Lake Tansi és una concentració de població designada pel cens dels Estats Units a l'estat de Tennessee. Segons el cens del 2000 tenia 2.621 habitants.

## Demografia
Segons el cens del 2000, Lake Tansi tenia 2.621 habitants, 1.166 habitatges, i 875 famílies. La densitat de població era de 116,2 habitants/km².
Dels 1.166 habitatges en un 22,6% hi vivien nens de menys de 18 anys, en un 63,2% hi vivien parelles casades, en un 9,3% dones solteres, i en un 24,9% no eren unitats familiars. En el 21,2% dels habitatges hi vivien persones soles el 10,3% de les quals corresponia a persones de 65 anys o més que vivien soles. El nombre mitjà de persones vivint en cada habitatge era de 2,25 i el nombre mitjà de persones que vivien en cada família era de 2,56.
Per edats la població es repartia de la següent manera: un 19% tenia menys de 18 anys, un 5,5% entre 18 i 24, un 22% entre 25 i 44, un 28,8% de 45 a 60 i un 24,7% 65 anys o més.
L'edat mediana era de 48 anys. Per cada 100 dones de 18 o més anys hi havia 89,6 homes.
La renda mediana per habitatge era de 29.697 $ i la renda mediana per família de 32.671 $. Els homes tenien una renda mediana de 25.174 $ mentre que les dones 21.359 $. La renda per capita de la població era de 15.749 $. Entorn del 12,6% de les famílies i el 21,7% de la població estaven per davall del llindar de pobresa.

## Poblacions més properes
El següent diagrama mostra les poblacions més properes.